# Edith Abbott

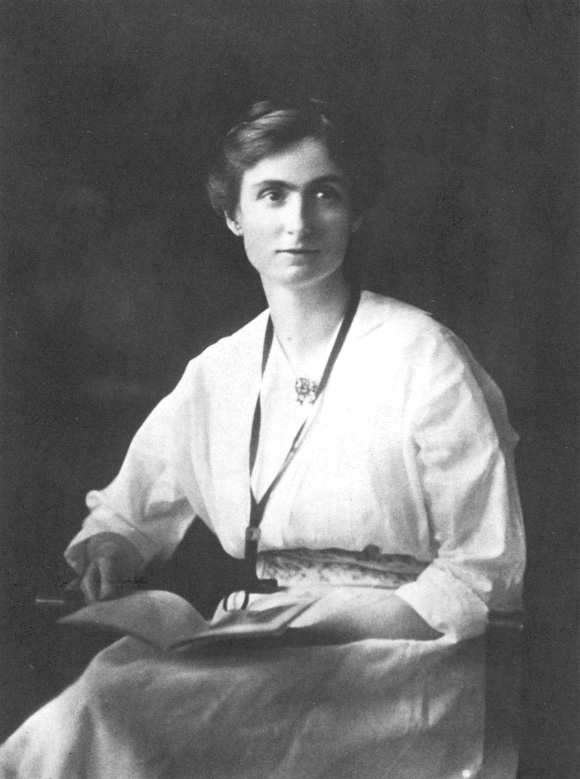
Edith Abbott (1910)

Edith Abbott (* 26. September 1876 in Grand Island, Nebraska; † 28. Juli 1957 ebenda) war eine US-amerikanische Sozialwissenschaftlerin, Sozialreformerin, Dekanin der School of Social Service Administration der University of Chicago und Mitbegründerin der Fachzeitschrift Social Service Review.

## Leben
Edith Abbott studierte an der University of Chicago Ökonomie und wurde 1905 promoviert. An der Chicago School of Civics and Philanthropy wurde sie 1908 Assistentin von Sophonisba Breckinridge. Gemeinsam mit ihrer Schwester Grace zog sie in die von Jane Addams in den 1880er Jahren gegründete Wohlfahrtseinrichtung Hull House. Beide Schwestern waren davon überzeugt, dass nicht nur die erniedrigenden Armengesetze abgeschafft werden müssten, sondern die Armut selbst.
Nach ihrer Promotion begab sich Abbott auf eine Europareise und verbrachte einige Zeit an der London School of Economics. Dort lernte sie Beatrice und Sidney Webb und deren Ideen kennen.
In den 1920er Jahren wurde die School of Civics and Philanthropy in die Universität Chicago eingegliedert und hieß fortan School of Social Service Administration. Edith Abbott wurde Dekanin der Schule und übte diese Tätigkeit von 1924 bis 1942 aus. In dieser Funktion bildete sie zukünftige Sozialarbeiterinnen und Sozialarbeiter nicht nur praktisch aus, sondern vermittelte ihnen auch ein universitäres Grundwissen in Politikwissenschaft, Volkswirtschaftslehre, Rechtswissenschaften, Medizin, Psychologie und Soziologie. Die auf diese Weise ausgebildeten Sozialarbeiter könnten, so war sie überzeugt, nicht nur die Symptome der Gesellschaft behandeln, sondern hätten auch die Fähigkeiten, den Regierenden wissenschaftlich untermauerte Verbesserungsvorschläge zu unterbreiten.
Gemeinsam mit Breckinridge und ihrer Schwester Grace gründete Edith Abbott 1927 die sozialwissenschaftliche Zeitschrift Social Service Review.
Edith Abbott zog sich 1953 mit 76 Jahren aus dem Berufsleben zurück, war jedoch weiterhin als Herausgeberin der Social Service Review tätig. Sie starb 1957 an einer Lungenentzündung.

## Schriften (Auswahl)
- Women in Industry: A Study in American Economic History. D. Appleton and Company, New York 1910.
- The Real Jail Problem. Hale Crossley printing co., Chicago 1915.
- Democracy and Social Progress in England. The University of Chicago press, Chicago 1918.
- Immigration: Selected Documents and Case Records. Chicago: The University of Chicago Press (The University of Chicago Social Service Series, 1), 1924.
- Historical Aspects of the Immigration Problem. The University of Chicago press, Chicago 1926.
- Social Welfare and Professional Education. The University of Chicago press, Chicago 1931.
- The Tenements of Chicago 1908 –1935. University of Chicago Press, Chicago 1936.
- Public Assistance. American Principles and Policies. Russell & Russell, New York 1966.